# PathEngine
PathEngine — компьютерная программа, подпрограммное обеспечение (англ. middleware), предназначенное для реализации поиска пути в трёхмерном пространстве. PathEngine поставляется в виде SDK и используется как составной компонент других программных продуктов. Разработчиком PathEngine является одноимённая французская частная компания.

## Описание
PathEngine поддерживает персональные компьютеры под управлением операционных систем семейств Microsoft Windows, Linux и FreeBSD, а также игровые приставки (консоли) Xbox 360 и PlayStation 3.
PathEngine реализует поиск пути и движение агента в трёхмерной среде с динамическими препятствиями. Присутствует динамическое управление преодолением препятствий и автоматизация контента. Такая технология, примененная к некоторым очень большим и детализированным мирам, включает специальную оптимизацию для рельефных поверхностей (или иных поверхностей, сочетающих детализированные препятствия с хорошим обзором и большими открытыми пространствами).

## Список продуктов, использующих PathEngine
Ниже приведён неполный список компьютерных игр, использующих PathEngine.
| Название игры                      | Разработчик            | Платформы                                       |
| ---------------------------------- | ---------------------- | ----------------------------------------------- |
| Banjo-Kazooie: Nuts & Bolts        | Rare                   | Xbox 360                                        |
| Stormrise                          | The Creative Assembly  | PC, Xbox 360, PS3                               |
| Titan Quest                        | IronLore Entertainment | PC                                              |
| Granado Espada                     | IMC Games              | PC                                              |
| Pirates of the Burning Sea         | Flying Lab Software    | PC                                              |
| Reign of Revolution                | NHN Corporation        | PC                                              |
| ZerA: Imperan Intrigue             | Nexon                  | ???                                             |
| WildLife Park 2                    | B-Alive                | ???                                             |
| Alpha Prime                        | Black Element          | PC, Xbox                                        |
| Florensia                          | NetTimeSoft            | ???                                             |
| Perry Rhodan                       | 3d-io                  | ???                                             |
| Mobile Suit Gundam: Operation Troy | Dimps Corporation      | Xbox 360                                        |
| Maypan                             | Enium Corporation      | ???                                             |
| Fairy Tales: Three Heros           | Cats Who Play          | ???                                             |
| Inferna                            | Ymir Entertainment     | ???                                             |
| World of Battles                   | Frogwares              | PC                                              |
| We Online                          | Goorm Interactive      | ???                                             |
| Heva Online                        | PlayBuster             | ???                                             |
| Milo & Kate                        | Lionhead               | Xbox 360                                        |
| Just Cause 2                       | Avalanche Studios      | Win, Xbox 360, PS3                              |
| Metro 2033: The Last Refuge        | 4A Games               | PC, Xbox 360                                    |
| HEI$T                              | inXile entertainment   | PC, Xbox 360, PS3                               |
| The Witcher 2: Assassins of Kings  | CD Projekt RED         | PC, Xbox 360                                    |
| Venetica                           | Deck13 Interactive     | PC, Xbox 360                                    |
| NED Online                         | WeMade Entertainment   | PC                                              |
| Earthrise                          | Masthead Studios       | PC                                              |
| Guild Wars 2                       | ArenaNet               | PC                                              |
| Soul of the Ultimate Nation        | Webzen                 | PC                                              |
| Metro: Last Light                  | 4A Games               | PC, Xbox 360, PS3                               |
| Middle-earth: Shadow of Mordor     | Monolith Productions   | Win, macOS, Linux, Xbox 360, Xbox One, PS3, PS4 |

Также PathEngine лицензирован такими компаниями, как NCsoft и Monolith Productions. Кроме компьютерных игр, он используется несколькими университетами и лабораториями в разных целях.

## Условия лицензирования PathEngine
PathEngine — коммерческий программный продукт, созданный исключительно в целях его лицензирования сторонними компаниями. Есть три типа лицензии на PathEngine SDK, каждая из которых различается по цене и уровнем доступа к исходному коду. Кроме того, каждая лицензия может различаться в зависимости от того, на каких и на скольких платформах будет выпущенный финальный продукт.
Самая дешёвая лицензия — «Binaries only», её цена ранжируется от 4000 евро (только на ПК) до 8000 (ПК и Xbox 360). Вторая лицензия — «Interface layer», — доступна только для ПК по цене 8000 евро. Третья лицензия — «Full source», включает максимальные возможности продукта и весь исходный код. Цена ранжируется в зависимости от количества и типа платформ и колеблется от 11 500 евро до 23 000 евро (все поддерживаемые платформы).

## Компания PathEngine и история развития её продукта
Частная компания PathEngine базируется во французском городе Лионе. Основателем компании является Томас Янг (англ. Thomas Young), который до момента основания компании проработал около десяти лет в игровой индустрии, работая в составе разных команд над разными играми различных жанров для разных платформ. В 2000 году он основал компанию PathEngine, которая сразу же сосредоточилась над одноимённым продуктом.
Первая версия PathEngine SDK была выпущена в начале 2002 года, а к концу 2005 года были выпущены более 50 законченных продуктов, которые использовали PathEngine.
В середине ноября 2005 года была анонсирована полная поддержка игровой консоли Microsoft Xbox 360.
29 августа 2007 года PathEngine анонсировала выпуск новой версии PathEngine SDK под номером 5.11. В этой версии был новый алгоритм поиска пути в трёхмерном окружении, была добавлена поддержка изменяемого в процессе поиска пути окружения. Также были проведены различные оптимизации.
10 мая 2010 года вышла версия PathEngine SDK под номером 5.24. В этой версии были добавлены новые варианты лицензии, а также несколько дополнений и улучшений: оптимизация поискового графа, улучшение генерации кривых пути и поиск пути с нескольких стартовых позиций.
27 сентября 2011 года была выпущена версия 5.28, основным нововведением которой было очень существенное повышение производительности и улучшение управления памятью.